# غاريقون أحادي الشكل
غاريقون أحادي الشكل (الاسم العلمي: Agaricus uniformis) هو نوع من الفطريات يتبع جنس الغاريقون من الفصيلة الغاريقونية.